# Jajuravan
Jajuravan (in armeno Ջաջուռ կայարանին կից?) è un comune di 305 abitanti (2001) della provincia di Shirak in Armenia.